# Turnera diffusa
Espèce
Classification phylogénétique
Turnera diffusa, connu sous le nom de damiana, est une espèce de plantes à fleurs de la famille des passifloracées. C'est un arbuste originaire d'Amérique du Nord, du sud-ouest du Texas aux États-Unis jusqu'au Mexique, d'Amérique centrale, d'Amérique du Sud et des Caraïbes.

## Description
La damiana est un arbuste relativement petit qui donne de petites fleurs aromatiques. Elle fleurit du début jusque vers la fin de l'été et s'ensuivent des petits fruits au goût semblable à celui de la figue. En raison des huiles essentielles présentes dans la plante, l'arbuste est connu pour avoir une forte odeur épicée, rappelant celle de la camomille.
Les feuilles étaient traditionnellement utilisées en infusion et dans des encens par les peuples autochtones d'Amérique centrale et d'Amérique du Sud pour ses effets relaxants. Des missionnaires espagnols furent les premiers à rapporter que les Indiens du Mexique avaient pour usage de boire des infusions de damiana - et d'autres ingrédients, dont du sucre - en tant qu'aphrodisiaque.

## Utilisations
Pendant longtemps, on a prêté à la damiana la propriété d'exercer un effet stimulant sur la libido, et son utilisation en tant qu'aphrodisiaque a perduré jusqu'à l'époque moderne. Plus récemment, certains éléments favorables de preuve scientifique, soutenant la longue histoire de son utilisation, ont émergé. Plusieurs études expérimentales dont deux menées sur des animaux ont apporté la preuve d'une activité sexuelle accrue chez des rats des deux sexes.
Les scientifiques ont démontré que la damiana a des effets particulièrement stimulants sur des rats mâles sexuellement épuisés ou impuissants, et ont observé une augmentation générale de l'activité sexuelle chez les rats des deux sexes.
Il a également été établi que la damiana doit fonctionner comme un inhibiteur de l'aromatase, ce qui laisse supposer qu'il s'agit là d'un mode d'action possible de ses effets réputés.
La damiana est un ingrédient composant une liqueur traditionnelle mexicaine qui est parfois utilisée à la place du triple sec dans les cocktails appelés margaritas. Le folklore mexicain affirme qu'elle a été utilisée dans la margarita « originale ». La margarita à base de damiana est populaire dans la région de Los Cabos au Mexique,.
Plusieurs médicaments brevetés du dix-neuvième siècle, tel que le « French Wine Coca » du pharmacien américain John Stith Pemberton, contenaient de la damiana. Les feuilles de damiana ont été supprimées dans la composition de l'équivalent sans alcool de ce produit, le « Coca-Cola ».
La damiana contient de la damianine ; tétraphylline B ; gonzalitosine I ; arbutine ; tricosan-2-one ; p-cymene ; β-sitostérol ; 1,8-cinéole; α-pinène ; β-carotène ; β-pinène ; eucalyptol ; des tannins variés et du thymol.

## Légalité

### France
Selon l'Arrêté du 24 juin 2014, la damiana fait partie des plantes autorisées dans les compléments alimentaires sous la condition suivante: « L'étiquetage doit comporter un avertissement déconseillant l'usage chez les femmes ayant des antécédents personnels ou familiaux de cancer du sein ».

### États-Unis
Dans l'État de Louisiane, la damiana est classée comme « plante interdite » avec 39 autres par la loi 159 de l'État de la Louisiane, entrée en vigueur le 8 août 2005. Il est interdit dans cet état de posséder ou de distribuer pour la consommation humaine n'importe quelle combinaison de n'importe laquelle des parties de la plante (feuilles, tiges, graines, dérivés, mélanges, préparations, ou tout autre résine extraite de n'importe quelle partie de la plante). Cette mesure était en partie motivée par une augmentation du nombre d'overdoses de cannabis de synthèse, présent dans une variété de préparations à base de plantes, et dans lesquelles l'ingrédient principal était souvent la damiana,,.

### Grande-Bretagne
Un produit connu sous le nom de « Black Mamba », étiqueté comme contenant « 100 % de damiana », fut commercialisé au Royaume-Uni ; des effets nocifs résultant de son utilisation furent rapportés. Le député Graham Jones demanda que la substance soit déclarée illégale.
Le « Black Mamba » est une combinaison de damiana et de divers agonistes récepteurs de cannabinoïde de synthèse, dont le JWH-018. Le cannabis de synthèse a provoqué des effets secondaires négatifs chez un certain nombre d'utilisateurs.
La damiana est considérée comme sûre lorsqu'elle est consommée sous sa forme naturelle.
Lors des questions posées au Premier ministre David Cameron le mercredi 7 mars 2012 à la Chambre des communes, le député Nadhim Zahawi demanda que des mesures relatives au « Black Mamba » soient prises. Le Premier ministre fit la réponse suivante :
« Nous sommes déterminés à éradiquer ces drogues dites légales. Le Home Office est sensible à celle-ci en particulier. Nous disposons maintenant du système d'alerte précoce des drogues qui nous informe de ces problèmes mais, comme il (le député Nadhim Zahawi) le dit, une décision doit être prise rapidement et je ferai en sorte qu'elle le soit. ».
Maintenant le « Black Mamba » est illégal en Grande-Bretagne.